# جينيفر جاديروفا
جينيفر جاديروفا (مواليد 3 أكتوبر 2004) هي لاعبة جمباز فني بريطانية، حصلت على الميدالية البرونزية في منافسات الفرق في أولمبياد 2020.

## وصلات خارجية
- جينيفر جاديروفا على موقع الاتحاد الدولي للجمباز (licence) (الإنجليزية)
- جينيفر جاديروفا على موقع الاتحاد الدولي للجمباز (biography) (الإنجليزية)
- جينيفر جاديروفا على موقع أوليمبيديا (الإنجليزية)
- جينيفر جاديروفا على موقع اللجنة الأولمبية البريطانية (الإنجليزية)